# Dawid Nowak
Dawid Nowak (Hrubieszów, 30 novembre 1984) è un ex calciatore polacco, di ruolo attaccante.

## Carriera

### Club
In carriera ha sempre giocato in Polonia, realizzando cinquantaquattro reti tra Ekstraklasa, I liga e Puchar Polski.
Il 30 giugno 2019 ha annunciato il suo ritiro dal calcio giocato.

### Nazionale
Ha esordito in nazionale durante il match amichevole vinto 1-0 contro la Finlandia, subentrando a Paweł Brożek.